# Preživetje
Preživétje je trajanje življenja od ugotovitve ali začetka zdravljenja življenje ogrožajoče bolezni do smrti.
Če se gleda le delež bolnikov, ki so po izbranem obdobju od postavitve diagnoze še živi, ne glede na vzrok smrti, govorimo o opazovanem preživetju. Kadar pa nas zanimajo samo smrti, ki so posledica natančno določene bolezni (na primer v kliničnih raziskavah), vse umrle zaradi drugih vzrokov v analizi obravnavamo kot krnjene, govorimo o vzročno specifičnem preživetju. Relativno preživetje pa je razmerje med opazovanim in pričakovanim preživetjem, tj. preživetjem, ki ga glede na spol in starost v določenem obdobju pričakujemo v celotni populaciji, iz katere prihajajo bolniki. Pričakovano preživetje se izračuna na podlagi podatkov o splošni umrljivosti.